# ویلکی کوپر
ویلکی کوپر (انگلیسی: Wilkie Cooper؛ ۱۹ اکتبر ۱۹۱۱ – ۱۵ دسامبر ۲۰۰۱) فیلم‌بردار اهل بریتانیا بود. از کارهای وی می‌توان به فیلم‌برداری فیلم جیسن و آرگونات‌ها اشاره کرد